# Khanato del Karadagh
Il khanato del Karadagh (in persiano خانات قره‌داغ‎ ; in azero Qaradağ xanlığı), è stato un khanato fondato nel XVIII secolo, con capitale Ahar.

## Khanato
Il khanato fu fondato come entità indipendente nel 1748 da Kazim khan Karadakhlu. Il suo territorio confinava con il khanato taliscio a est, Ardabil e Tabriz a sud, Khoy a ovest, il Khanato del Nakhichevan, il Karabagh e il khanato di Javad a nord. Il territorio del khanato era composto principalmente da Ungut, Karmaduz, Chalabiyan, Keyvan, Arazbar, Dizmar, Uzumdil, Hasanob, Kalaybar, Huseyneyli, Yaft, Garajurru, Dodanga, Chardanga, Dikla, Badbostan, Horat mahals. Il fondatore Kazim khan perseguì una politica prudente nei confronti dei vicini feudatari. Fu più impegnato negli affari interni e nelle costruzioni, edificando diversi edifici pubblici nella capitale del khanato, Ahar. Il khanato per un certo periodo fu sotto la dipendenza politica del khanato del Karabagh. Nel 1761 fu conquistata da Karim Zand e nel 1791 da Mohammad Khan Qajar. Nel 1808 il khanato fu definitivamente sciolto.

## Governanti
1. Kazim khan - 1748-1752
2. Mustafakuli khan - (1763-1782, 1786-1791)
3. Ismail khan - (1782-1783, 1791-1797)
4. Najafkuli khan - (1783-1786)
5. Abbaskuli khan - (1797-1813)
6. Muhammadkuli khan - (1813-1828)

## Famiglia governante
La famiglia regnante del Khanato apparteneva al sotto-clan Toqmaqlu degli ustajlu turcomanni. Posti sotto il feudo da Tahmasp I come signori ereditari del Karadakh, si sono classificarono all'8º posto nella gerarchia dei Kizilbash, il cui primo loro antenato conosciuto era Ilyas Khalifa, nato Sivas.
Elenco
- Ilyas Khalifa (1500 circa)
- Shamsaddin Khalifa (morto nel 1603)
- Ilyas Khalifa II († 1610)
- Burhanaddin Khalifa (c.1611)
- Shamsaddin Khalifa II (nessun problema)
- Ahmad Khalifa
- Mahmud Sultan
- Bayandur Sultan (1701 circa)
- Muhammadqasim khan (morto nel 1721)
- Abdurrazzaq khan (khan, più tardi nel 1725, Pascià dell'Impero Ottomano; † 1729)
- Kazim khan (r. 1730-1763)
- Mustafakuli khan (r. 1763-1782, 1786-1791)
- Ismail khan (r. 1782-1783, 1791-1797)
- Abbaskuli khan (r. 1797-1813)
- Muhammadkuli khan - (r. 1813-1828; d. 1840)
- Hasanliagha khan (nato nel 1820, morto nel 1847)
- Hasanali khan Karadakhski (1848-1929)
- Mahammadhuseyn khan (nato nel 1827, morto nel 1891)
- Sadatquli khan
- Najafkuli khan (r. 1783-1786; † 1818)